# Aterno-Pescara
El río Aterno-Pescara (en latín Aternum) es un río costero de Italia, el más largo de la región de Abruzos, y el de mayor cuenca de los que desembocan en el Adriático al sur del río Reno, precediendo también al Ofanto.

## El curso del río

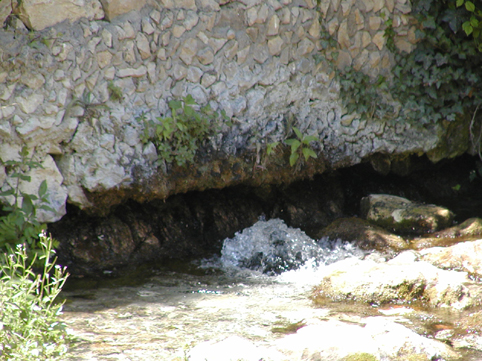
Vista de una de las fuentes del río

Recorre 152 km (realmente son 145 km, la longitud se cuenta con un breve tramo desde la surgente de Capo Pescara hasta la desembocadora) atravesando los Abruzos de oeste a este.
La surgente del Aterno (denominada Fonte Ciarèlli), se encuentra sobre Monti della Laga, a noreste del pueblo Aringo, cercano a Montereale, atraviesa los valles de Amiternina y Subequana y la Reserva natural guiada Garganta de San Venancio llegando a la altura de Raiano en el Valle Peligna o Cuenca de Sulmona.
Aquí se incorpora su principal afluente de la derecha, el río Sagittario, proveniente del Lago de Scanno y el río àsa a denomianrese por algunos kilómetros como el Aterno-Sagitario.
Más adelante, en Popoli al curso del Aterno-Sagittario se le une un afluente proveniente de la izquierda, del Pescara, un río corto que aporta un mínimo de unos 7 metros cúbicos por segundo. Desde este punto en adelante el río pasa a llamarse Aterno-Pescara o también simplemente Pescara. Con un notable aumento de caudal, recoge agua de otros afluentes de cierta importancia (en particular el Tirino), incrementando también su caudal de agua, antes de desembocar en el mar Adriático, a orillas de la ciudad homónima Pescara.

## Características hidrológicas
La cuenca del Aterno-Pescara ocupa un área de 3.190 km² con un con un caudal medio en la desembocadura de 57 m³/s. Se destaca una diferencia notable entre el tramo superior del río llamado Aterno y el tramo inferior llamado Pescara: el primer tramo es mucho más irregular y pobre en caudal de agua (una media de 15 m³/s después de la confluencia del Sagitario) respecto al segundo tramo que puede beneficierse de constantes aportes de surgentes, como las de Capo Pescara en Popoli o las del río Tirino, arribando así a desarrollar valores de caudal medio anual de casi 60 m³/s. El tramo inferios o bajo, por otra parte, también es rico en agua en verano, con un caudal mínimo de 18 m³/s. (incluso mayor que la media del tramo alto o superior, y mayor además que la media estival del mismo Reno) tanto que en la estación estival resulta el mayor tributario de la vertiente del Adriático al sur del Po.

## Historia
Los latinos lo llamaban Aternum y daba el nombre a diversos templos y localidades, entre las cuales se encuentra Amiternum, antigua ciudad fundada por los sabinos cuyas ruinas se encuentran a 9 km de la actual L'Aquila, y Ostia Aterni que es la actual Pescara.

## Principales localidades que atraviesa

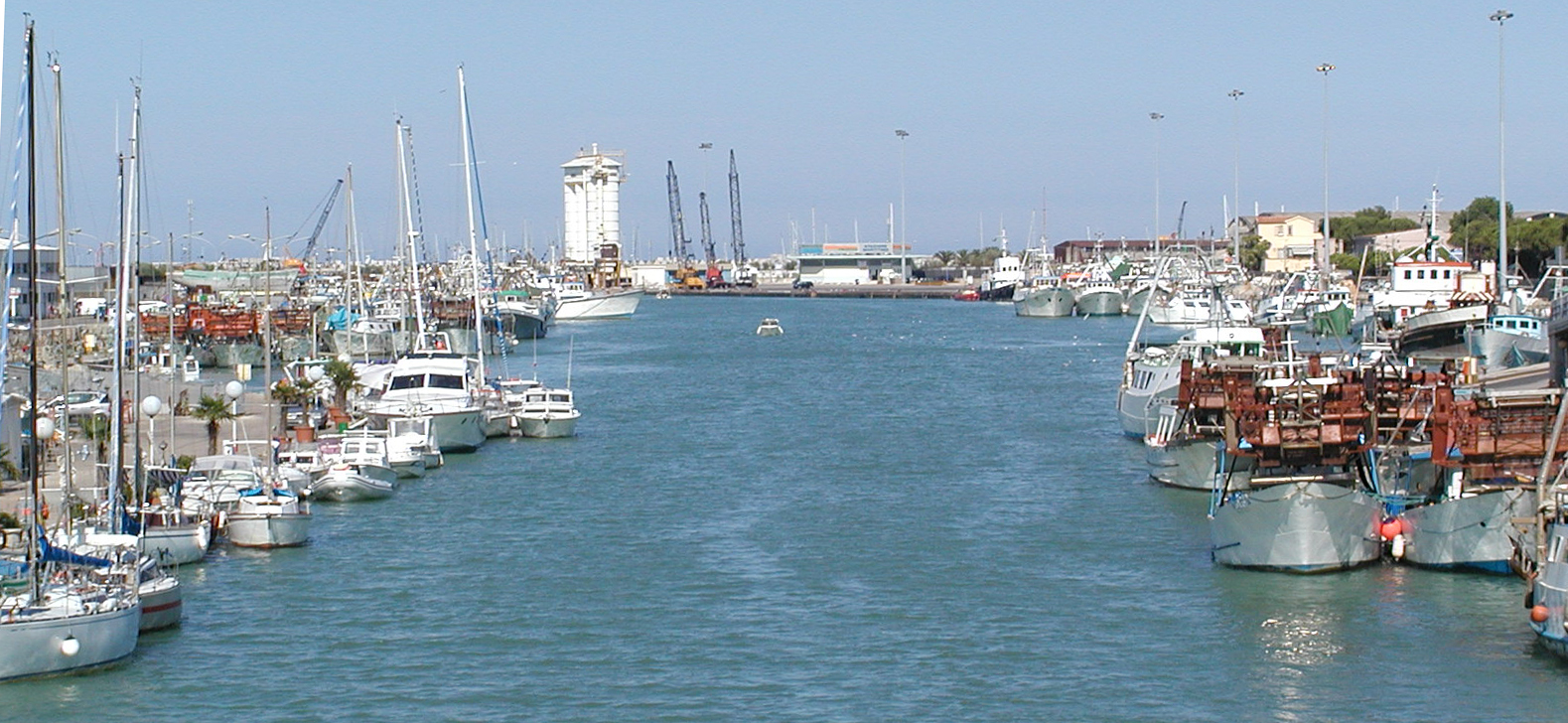
Desembocadura del río, en su parte navegable, en el puerto de Pescara.

- L'Aquila
- San Demetrio ne' Vestini
- Raiano
- Popoli
- Brecciarola
- Bussi sul Tirino
- Castiglione a Casauria
- Pizzoli
- Barete
- Chieti
- Pescara